# Stilbia sicula
Stilbia sicula är en fjärilsart som beskrevs av Otto Staudinger 1892. Stilbia sicula ingår i släktet Stilbia och familjen nattflyn. Inga underarter finns listade i Catalogue of Life.